# المحكمة القنصلية
المحاكم القنصلية هي محاكم قانونية أنشأتها قوى أجنبية في بلدان تتمتع فيها بحقوق خارج حدودها الإقليمية . وقد ترأسهم موظفون قنصليون.

## خارج الحدود الإقليمية

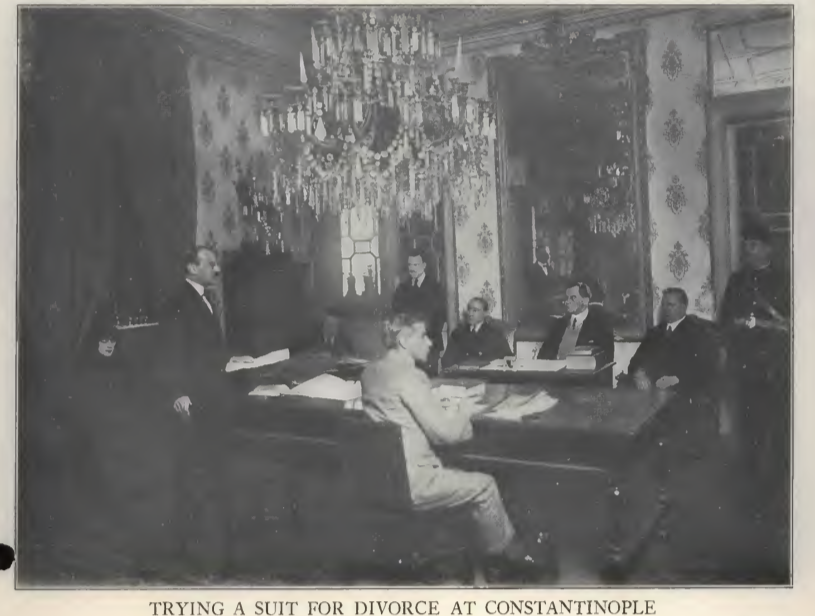
محاكمة دعوى الطلاق في المحكمة القنصلية للولايات المتحدة في القسطنطينية، 1922

عندما تقيم القوى الغربية علاقات دبلوماسية مع دول تعتبر أنظمتها القانونية متخلفة، فإنها تطالب بحقوق تتجاوز حدودها الإقليمية. حيث تنص أحكام المعاهدة على أن قوانين البلد المحلي لا تنطبق على مواطني هذه الدول الغربية وأن المحاكم المحلية لا تتمتع بالولاية القضائية عليهم. تم إنشاء محاكم قنصلية للنظر في القضايا المدنية والجنائية ضد المواطنين ورعايا الأجانب. كان لدى البريطانيين أوسع نظام للمحاكم القنصلية التي تديرها وزارة الخارجية . كانت تتواجد المحاكم القنصلية البريطانية في أفريقيا والإمبراطورية العثمانية ومصر والصين واليابان وكوريا وسيام.

## الصين واليابان
في الصين واليابان، بموجب " المعاهدات غير المتكافئة " الموقعة في منتصف القرن التاسع عشر، أنشأت العديد من الدول محاكم قنصلية في مدن مفتوحة للتجارة الخارجية (تسمى موانئ المعاهدات).
أنشأت بريطانيا نظامًا قضائيًا كاملاً في الصين واليابان. في عام 1865، تم إنشاء المحكمة العليا البريطانية للصين واليابان في شنغهاي، الصين كمحكمة قنصلية ابتدائية للقضايا في منطقة شنغهاي بالإضافة إلى محكمة استئناف للقضايا التي تنظرها المحاكم القنصلية في بقية أنحاء الصين واليابان واليابان، من ثمانينيات القرن التاسع عشر في كوريا. في عام 1879، تم إنشاء محكمة بريطانية لليابان في يوكوهاما لتحل محل محكمة كاناغاوا القنصلية للنظر في القضايا الابتدائية لمنطقة يوكوهاما وكذلك لتكون بمثابة محكمة استئناف للقضايا المرفوعة من المحاكم القنصلية في مدن يابانية أخرى.
في اليابان، انتهت الولاية القضائية خارج الحدود الإقليمية في 4 آب 1899 وأغلقت المحكمة البريطانية لليابان والمحاكم القنصلية الأخرى بعد ذلك بوقت قصير بعد الانتهاء من القضايا المعلقة.
كان هناك حق الاستئناف أمام اللجنة القضائية لمجلس الملكة الخاص في لندن من المحاكم القنصلية البريطانية .
وفي عام 1906، أنشأت الولايات المتحدة المحكمة الأمريكية للصين على غرار المحكمة العليا البريطانية للصين واليابان .
في الصين، عملت المحاكم القنصلية حتى الأربعينيات من القرن الماضي عندما انتهت الولاية القضائية خارج الحدود الإقليمية لمعظم الدول في ذلك الوقت.